# Departamento de San Vicente (El Salvador)
San Vicente es uno de los catorce departamentos que conforman la República de El Salvador. Su cabecera departamental es San Vicente, que además es la más poblada del departamento. Se ubica en la región central del país, división paracentral, limitando al norte con Cabañas, al este con Cuscatlán y La Paz, al sur con el Océano Pacífico, al sureste con Usulután y al suroeste con San Miguel. Con 161,857 habitantes, es el décimo tercer departamento más poblado y con 1 184 km², el undécimo más extenso.
Fue fundada en el año 1635 y llegó a ser capital de la república en el siglo XIX. Durante la Colonización española de América, fue una de las localidades más importantes de la Intendencia de San Salvador.

## Historia
El departamento de San Vicente fue creado durante la administración del primer jefe de Estado y prócer de la Independencia Centroamericana Juan Manuel Rodríguez, el 12 de junio de 1824 y funcionó como capital de El Salvador de 1834 a 1840. Se han encontrado en esta localidad restos y vestigios arqueológicos de la cultura de los pipiles y de los nonualcos durante el postclásico, en distritos como San Cayetano Istepeque, Verapaz, Tepetitán y Tecoluca. 
Entre los monumentos artísticos destacados, se encuentran: la iglesia de la Virgen del Pilar, que data hacia 1760, frente a la plaza del mismo nombre y La Torre Vicentina en el Parque Cañas. Se festejan en diciembre las fiestas en honor a san Vicente de Austria y Lorenzana.

## Geografía
El departamento pertenece a la zona central de la república. Está limitado por los siguientes departamentos: al Norte, por Cabañas, al Este, por San Miguel y Usulután, al Sur, por Usulután. La Paz y el Océano Pacífico al Oeste, por La Paz y Cuscatlan. Se localiza entre las coordenadas geográficas siguientes: 13º48'04LN. (Extremo septentrional), 13º14'39LN.(extremo meridional);88º29'05LWG. (Extremo oriental) y 88º54'0LWG. (Extremo occidental).
Su punto más alto se ubica en las coordenadas 13.596546, -88.837866, específicamente en el Volcán de San Vicente a 2.182 m s. n. m.

## División administrativa
El Departamento de San Vicente está dividido en dos municipios que a la vez se dividen en trece distritos (antes llamados municipios).
| Municipio         | Superficie (km²) | Distrito               | Superficie (km²) | Población |
| ----------------- | ---------------- | ---------------------- | ---------------- | --------- |
| San Vicente Norte | 556.48           | Apastepeque            | 120.56           | 19,646    |
| San Vicente Norte | 556.48           | Santa Clara            | 124.46           | 5,214     |
| San Vicente Norte | 556.48           | Santo Domingo          | 16.41            | 6,467     |
| San Vicente Norte | 556.48           | San Esteban Catarina   | 78.14            | 6,128     |
| San Vicente Norte | 556.48           | San Ildefonso          | 136.37           | 7,233     |
| San Vicente Norte | 556.48           | San Lorenzo            | 18.71            | 5,144     |
| San Vicente Norte | 556.48           | San Sebastián          | 61.83            | 12,781    |
| San Vicente Sur   | 627.54           | Guadalupe              | 21.51            | 5,851     |
| San Vicente Sur   | 627.54           | San Cayetano Istepeque | 17.01            | 4,184     |
| San Vicente Sur   | 627.54           | San Vicente            | 267.25           | 52,461    |
| San Vicente Sur   | 627.54           | Tecoluca               | 284.65           | 26,656    |
| San Vicente Sur   | 627.54           | Tepetitán              | 12.81            | 3,869     |
| San Vicente Sur   | 627.54           | Verapaz                | 24.31            | 6,223     |

## Religión
| Religión en San Vicente (2018) | Religión en San Vicente (2018) | Religión en San Vicente (2018) | Religión en San Vicente (2018) | Religión en San Vicente (2018) |
| ------------------------------ | ------------------------------ | ------------------------------ | ------------------------------ | ------------------------------ |
| Religión                       | Religión                       |                                | Porcentaje                     | Porcentaje                     |
| Catolicismo                    | Catolicismo                    |                                | 60 %                           | 60 %                           |
| Protestantismo                 | Protestantismo                 |                                | 30 %                           | 30 %                           |
| Sin Religión                   | Sin Religión                   |                                | 7 %                            | 7 %                            |
| Otras religiones               | Otras religiones               |                                | 3 %                            | 3 %                            |

En San Vicente hay 2 religiones que se practican mucho, siendo estas el Catolicismo y el Protestantismo. El Catolicismo representa el 60% de la población y el Protestantismo representa el 30%, mientras que el 7% de la población no pertenece a ninguna religión y el 3% pertenece a otras religiones.

## Gobierno local
En cada departamento reside un gobernador departamental y en cada cabecera municipal, un concejo que tiene carácter deliberante y normativo, integrado por un alcalde, un síndico y un número de regidores o concejales que se establecen en la siguiente forma: con una población de hasta diez mil habitantes, dos concejales, de más de diez mil hasta veinte mil habitantes, cuatro concejales; de más de veinte mil hasta cuarenta mil habitantes, seis concejales, de más de cincuenta mil hasta cien mil habitantes, ocho concejales, y más de cien mil, diez concejales.

## Agricultura
Entre las especies de mayor cultivo podemos mencionar: maíz, frijol, arroz, caña de azúcar, maicillo, café, algodón y hortalizas. Los granos básicos se cultivan intensamente en la región central y meridional del departamento. La región cafetalera se localiza en las faldas de sus alrededores del volcán de san Vicente. Existen la crianza de ganado vacuno-bovino, caballar, porcino y mular; lo mismo que de aves del corral

## Industria
Su principal rubro económico lo constituye la industria del azúcar, para lo cual cuenta con el ingenio jiboa, que genera empleo a muchas personas, tanto en la fase industrial, como en la agrícola. el ingenio mantiene una capacidad de recepción de 4100 toneladas métricas de caña cortada diarias; cuenta con cuatro molinos de 40 pulgadas de diámetro y 84 pulgadas de largo; el bagazo que sale del último molino se emplea para la generación del vapor. Dentro del área de producción se puede mencionar las cantidades de azúcar y melaza que se produce, además de áreas cafetaleras alrededor de las faldas del volcán.

## Atractivos turísticos
- Amapulapa
- Laguna de Apastepeque
- Los Infiernillos
- Volcán de San Vicente
- Puente San Marcos Lempa